# Джеймс Франклин Кларк-старши
Джеймс Франклин Кларк-старши (на английски: James Franklin Clarke) е американски духовник, работил през голяма част от живота си в България.

## Биография
Роден е на 31 януари 1832 година в Бъкланд, Масачузетс. През 1854 година получава бакалавърска степен от Амхърсткия колеж, а през 1858 година завършва Андоувърската богословска семинария, след което е ръкоположен за свещеник от Конгрегационалистката църква и за кратко е пастор в Бриджуотър, Върмонт.
През 1859 година Кларк заминава за Пловдив като мисионер на Американския съвет на комисионерите на чуждестранните мисии. В Пловдив основава училище, предшественик на Американския колеж, преместено по-късно в Самоков - виж Американски протестантски училища в Самоков. При потушаването на Априлското въстание той е първият чужденец, посетил разрушените български селища в Тракия, и съставя списъци на жертвите и разрушенията.
Благотворителната дейност на Джеймс Кларк не ограничава само през периода след Априлското въстание. През 1903 г. мисионерите на Джеймс Кларк събират и разпределят помощи за българите, бягащи от кланетата в Османската империя, след Илинденско-Преображенското въстание, а по-късно и за македонските бежанци, установили се в страната. В критичния за българите период след Междусъюзническата война и последвалия Букурещки мирен договор, Джеймс Кларк заедно с Джон Беърд и Робърт Томсън изготвя меморандум до британския външен министър Едуард Грей с дата 5 август 1913 година. В меморандума изрично се заявява на ръководителите на Великите сили, че „населението на Македония е българско по произход, език и обичаи и съставлява неделима част от българската нация“. В него още пише, че:
| „ | След като познаваме от години Македония, било в резултат на пребиваване или пътувания, или и двете заедно, на смесване с хората и живеене в техните домове, ние сме напълно убедени, че голямото мнозинство от населението на района, който наричаме „македонско поле“ на нашата дейност, е българско по произход, език и обичаи и съставлява неразделна част от българската нация. | “ |

Джеймс Франклин Кларк умира на 2 юли 1916 година в София. Негов син е мисионерът Уилям Кларк, а внукът му е американският българист Джеймс Франклин Кларк-младши.

## Родословие
|  |  |  |  |  |  |                                     |                                     |                                     |                                     | Джеймс Франклин Кларк (1832 – 1916) | Джеймс Франклин Кларк (1832 – 1916) | Джеймс Франклин Кларк (1832 – 1916) | Джеймс Франклин Кларк (1832 – 1916) | Джеймс Франклин Кларк (1832 – 1916) | Джеймс Франклин Кларк (1832 – 1916) |                |                | Изабела Кларк (? - 1891) | Изабела Кларк (? - 1891) | Изабела Кларк (? - 1891) | Изабела Кларк (? - 1891) | Изабела Кларк (? - 1891) | Изабела Кларк (? - 1891) |                   |                   |                   |                   |  |  |
|  |  |  |  |  |  |                                     |                                     |                                     |                                     | Джеймс Франклин Кларк (1832 – 1916) | Джеймс Франклин Кларк (1832 – 1916) | Джеймс Франклин Кларк (1832 – 1916) | Джеймс Франклин Кларк (1832 – 1916) | Джеймс Франклин Кларк (1832 – 1916) | Джеймс Франклин Кларк (1832 – 1916) |                |                | Изабела Кларк (? - 1891) | Изабела Кларк (? - 1891) | Изабела Кларк (? - 1891) | Изабела Кларк (? - 1891) | Изабела Кларк (? - 1891) | Изабела Кларк (? - 1891) |                   |                   |                   |                   |  |  |
|  |  |  |  |  |  |                                     |                                     |                                     |                                     |                                     |                                     |                                     |                                     |                                     |                                     |                |                |                          |                          |                          |                          |                          |                          |                   |                   |                   |                   |  |  |
|  |  |  |  |  |  |                                     |                                     |                                     |                                     |                                     |                                     |                                     |                                     |                                     |                                     |                |                |                          |                          |                          |                          |                          |                          |                   |                   |                   |                   |  |  |
|  |  |  |  |  |  | Уилям П. Кларк (1865 - 1955)        | Уилям П. Кларк (1865 - 1955)        | Уилям П. Кларк (1865 - 1955)        | Уилям П. Кларк (1865 - 1955)        | Уилям П. Кларк (1865 - 1955)        | Уилям П. Кларк (1865 - 1955)        |                                     |                                     | Джеймс Кларк                        | Джеймс Кларк                        | Джеймс Кларк   | Джеймс Кларк   | Джеймс Кларк             | Джеймс Кларк             |                          |                          | Елизабет С. Кларк        | Елизабет С. Кларк        | Елизабет С. Кларк | Елизабет С. Кларк | Елизабет С. Кларк | Елизабет С. Кларк |  |  |
|  |  |  |  |  |  | Уилям П. Кларк (1865 - 1955)        | Уилям П. Кларк (1865 - 1955)        | Уилям П. Кларк (1865 - 1955)        | Уилям П. Кларк (1865 - 1955)        | Уилям П. Кларк (1865 - 1955)        | Уилям П. Кларк (1865 - 1955)        |                                     |                                     | Джеймс Кларк                        | Джеймс Кларк                        | Джеймс Кларк   | Джеймс Кларк   | Джеймс Кларк             | Джеймс Кларк             |                          |                          | Елизабет С. Кларк        | Елизабет С. Кларк        | Елизабет С. Кларк | Елизабет С. Кларк | Елизабет С. Кларк | Елизабет С. Кларк |  |  |
|  |  |  |  |  |  | Джеймс Франклин Кларк (1906 – 1982) | Джеймс Франклин Кларк (1906 – 1982) | Джеймс Франклин Кларк (1906 – 1982) | Джеймс Франклин Кларк (1906 – 1982) | Джеймс Франклин Кларк (1906 – 1982) | Джеймс Франклин Кларк (1906 – 1982) |                                     |                                     | Естер Н. Кларк                      | Естер Н. Кларк                      | Естер Н. Кларк | Естер Н. Кларк | Естер Н. Кларк           | Естер Н. Кларк           |                          |                          |                          |                          |                   |                   |                   |                   |  |  |
|  |  |  |  |  |  | Джеймс Франклин Кларк (1906 – 1982) | Джеймс Франклин Кларк (1906 – 1982) | Джеймс Франклин Кларк (1906 – 1982) | Джеймс Франклин Кларк (1906 – 1982) | Джеймс Франклин Кларк (1906 – 1982) | Джеймс Франклин Кларк (1906 – 1982) |                                     |                                     | Естер Н. Кларк                      | Естер Н. Кларк                      | Естер Н. Кларк | Естер Н. Кларк | Естер Н. Кларк           | Естер Н. Кларк           |                          |                          |                          |                          |                   |                   |                   |                   |  |  |